# ÖVP Wien
De ÖVP Wien (Nederlands: ÖVP Wenen) is een Oostenrijkse politieke partij die deel uitmaakt van de Oostenrijkse Volkspartij (ÖVP) en actief is in de deelstaat en gemeente Wenen.
De ÖVP Wenen werd in 1945 opgericht. In de rode stad Wenen speelt de ÖVP van oudsher een ondergeschikte rol. Momenteel is de ÖVP de vierde partij van de stad met 10 zetels (ter vergelijking: de sociaaldemocraten hebben er 43).

## Verkiezingsuitslagen
De ÖVP behaalde de volgende resultaten bij de lokale verkiezingen voor de gemeenteraad en Landdag van Wenen:
| Jaar | Percentage | Zetels   |
| ---- | ---------- | -------- |
| 1945 | 34,9%      | 36 / 100 |
| 1949 | 34,9%      | 35 / 100 |
| 1954 | 33,2%      | 35 / 100 |
| 1959 | 32,3%      | 33 / 100 |
| 1964 | 33,9%      | 35 / 100 |
| 1969 | 27,8%      | 30 / 100 |
| 1973 | 29,3%      | 31 / 100 |
| 1978 | 33,8%      | 35 / 100 |
| 1983 | 34,8%      | 37 / 100 |
| 1987 | 28,4%      | 30 / 100 |
| 1991 | 18,1%      | 18 / 100 |
| 1996 | 15,3%      | 15 / 100 |
| 2001 | 16,4%      | 16 / 100 |
| 2005 | 18,8%      | 18 / 100 |
| 2010 | 14,0%      | 13 / 100 |
| 2015 | 9,2%       | 7 / 100  |
| 2020 | 20,4%      | 22 / 100 |
| 2025 | 9,7%       | 10 / 100 |